# Лошківці (зупинний пункт)
Лошківці — пасажирський залізничний зупинний пункт Жмеринської дирекції Південно-Західної залізниці на одноколійній неелектрифікованій лінії Ярмолинці — Ларга між станціями Ярмолинці та Дунаївці. Розташований в селі Лошківці Кам'янець-Подільського району.

## Пасажирське сполучення
На зупинному пункті зупиняються приміські поїзди сполученням Ларга — Гречани / Хмельницький.